# 劝工大楼血案

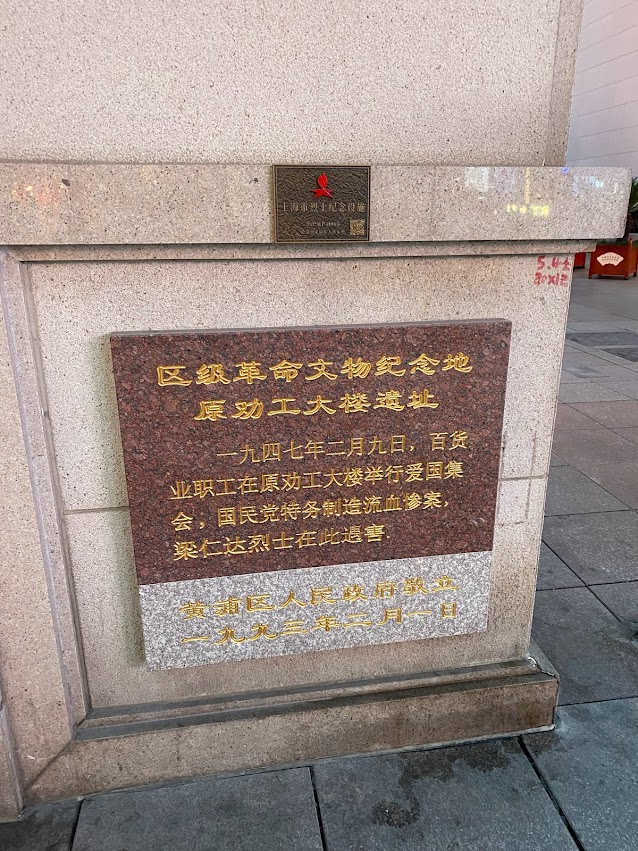
劝工大楼遺址

劝工大楼血案又名二九惨案，是發生於1947年2月9日中華民國上海市南京路334号劝工银行大楼的一宗衝突事件。

## 背景
第一次国共内战时期，上海各大百货公司（如先施、永安、 新新、丽华等）就有中共组织，後來中共撤离这些公司。1937年中國抗日戰爭爆发前后，中共江苏省委派陆志仁负责上海百货业中共党组织的重建工作。1938年至1939年，各公司又先后秘密地建立了中共党支部。1939年5月，百货公司地下党委员会成立，簡稱百货业党委。中國抗日戰爭結束后，百货业党委開始建立工会组织。

## 事件
1946年，中美商约签订后，大量美货倾销至中華民國，導致1946年底，上海3400家民营厂中有2590家倒閉。30万產業工人失業。此時上海百货业中共地下党组织鼓動三区百货业工会進行“爱用国货，抵制美货”运动。1947年2月5日，工會召开职工和工商界代表座谈会，決定成立“爱用国货，抵制美货筹委会”，並于2月9日上午在新都剧场召开“爱用国货，抵制美货筹委会”成立大会。不過國民政府要求新新公司老板不准新都剧场給工會使用。工會決定成立大會原定时间不变，会址改在南京路334号劝工银行大楼（现电子商厦）内的工会会所舉辦。
同时中國国民党上海市党部主任委员方治和中國国民党上海市工运党团指导委员会副书记陆京士和中國国民党上海市第六区党部书记王知本在卡尔登公寓商谈，决定阻撓成立大会召開，王知本負責现场指挥，梁永章、章子衡等组织一批“护工队”在會場外襲擊從會場撤退的工會人員。
2月9日早上，王知本带率領中國國民黨上海市第六区党部人员和帮会门徒假扮职工攜帶器械進入会场。同時上海市社会局還告知上海市警察局，告知會場內左手袖口翻卷者為中國國民黨派來的人員，其余為工會人員。等到會場內成立大會召開後，9时，王知本下令中國國民黨黨部人員襲擊在場人員，毀壞會場設施。工會和工會的糾察隊與國民黨人員發生肢體衝突，前來參加成立大會的郭沫若等人迅速從會場撤離。约20分钟后，國民黨人員認為現場情況不利於自己，決定撤离。这次衝突造成永安公司职工梁仁达身亡，另有13人重伤，数十人轻伤。
事發後，郭沫若、沈钧儒、田汉、胡子婴等來到医院探望受伤职工，并向黄浦分局抗议，要求释放被捕职工。同時他们還与柳亚子、周建人、潘梓年等召开记者招待会，譴責国民党。中共代表团驻上海办事处发言人也發聲譴責國民黨。2月9日下午，中共百货业党委召开会议，決定在白克路鹏飞小学内組建「梁仁达烈士治丧委员会指挥部」。2月10日，各百货公司分别召开大会，“爱用国货，抵制美货筹委会”訴說事情發生經過，并在《文汇报》、《大公报》、《联合晚报》上发表《暴行经过记详》。2月11日起，上海人民团体联合会、上海工人协会、各人民团体、各民主党派先后陆续发表《宣言》，要求惩办凶手。沈钧儒、史良等10位律师组成律师团聲援“爱用国货，抵制美货筹委会”。而上海市长吴国桢和中國国民党上海市党部主任委员方治認為這只是一起互殴事件。中國国民党派人看望梁仁达的妻子高绍珊，不過高绍珊不領情，依舊前往上海市政府和上海市参议会抗議。2月12日，梁仁达尸體在永乐殡仪馆举行大殓，有1000多人前來参加吊唁。2月14日，上海工人协会发表宣言，繼續批評中國國民黨。此時中國國民黨又向地方法院控告爱用国货，抵制美货筹委会以及三区百货业工会负责人陈施君等人。沈钩儒、史良、沙千里等10位名律师又为陈施君等人辩护。不過陈施君等人的被控案最終被撤銷。